# Felső-Kecske-hegy
A Felső-Kecske-hegy Budapest II. és III. kerületében található, a Budai-hegység része, azon belül a Hármashatár-hegy tömbjéhez tartozik, méghozzá a Kecske-hegyekhez, melynek legmagasabb hegye. Nem sokkal alacsonyabb nála az Alsó-Kecske-hegy és a Kecske-hegy.  

## Leírás
A hegy magassága 443 méter, felső triász kori dolomitból épül fel, felszínét nummuliteszes mészkő és briozoás márga fedi. Délnyugati irányba meredeken lejt a Felső-Szép-völgyi-medence irányába, kelet felé a Tábor-hegytől keskeny, míg a délkelet felé eső Remete-hegytől tágas nyereg választja el. A hegyet ültetett fenyőerdő borítja.
A hegy oldalában nyílik a Rozmaring-barlang.

## Adótorony
Az 1970-es években épült a hegy tetején az ORFK tulajdonában lévő adótorony. A rendőrség ügyeleti- és mozgószolgálati rádiórendszerének üzemeltetését az ORFK Híradástechnikai Szolgálata végzi. Rádiótávközlési főközpontjának tornya a Felső-Kecske-hegy leglátványosabb építménye. A 2013-as digitális televíziós átállás óta gerincadóként földfelszíni sugárzású, analóg és digitális rádió (T-DAB+), valamint digitális televízió-csatornák műsorait is továbbítja. (DVB-T szabványú MinDig TV és a mobiltelefonon fogható DVB-H). Az adótorony a Széchenyi-hegyi adótoronnyal együtt jellegzetes építménye a Budai-hegység budapesti részének.